# Grande-principauté de Transylvanie
Pour les articles homonymes, voir Transylvanie.
1765-–1867
Entités précédentes :
- Principauté de Transylvanie

Entités suivantes :
- Transylvanie austro-hongroise
( Royaume de Hongrie)

Le grande-principauté de Transylvanie (en roumain : Marele Principat al Transilvaniei ; en hongrois : Erdélyi Nagyfejedelemség ; en allemand : Großfürstentum Siebenbürgen) est la dénomination de la principauté de Transylvanie à partir de 1765, alors qu'elle était devenue, depuis 1699, l'une des composantes de la monarchie de Habsbourg. Terre de la Couronne de l'empire d'Autriche dès 1804, le pays transylvain est devenu, à la suite du compromis de 1867, une partie du royaume de Hongrie : la Transylvanie austro-hongroise.

## Histoire

### La Transylvanie sous les Habsbourg d'Autriche

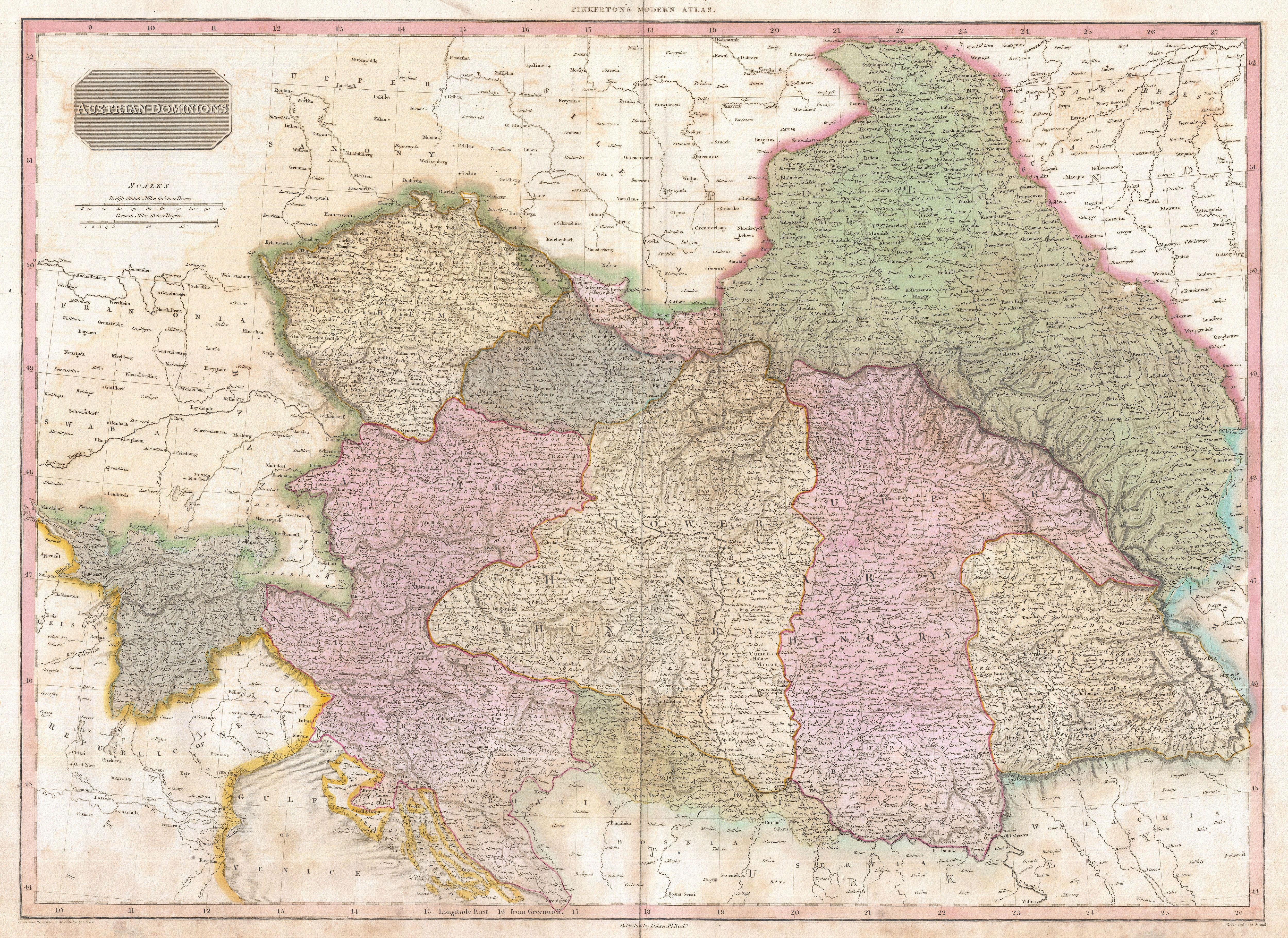
La grande-principauté de Transylvanie (en jaune) en 1795.

Au cours de la grande guerre turque, de 1683 à 1699, la principauté de Transylvanie passe sous le contrôle de la monarchie des Habsbourg. À partir de 1687, le prince Michel Apafi Ier, auparavant vassal de l'Empire ottoman, est soumis à l’empereur Léopold en sa qualité de roi de Hongrie. 
Après la mort de Michel Apafi Ier en 1690, Léopold, en adoptant le Diploma Leopoldinum du 4 décembre 1691, prononce l'association de la Transylvanie à la monarchie de Habsbourg. Le fils héritier de Michel, Michel Apafi II, déclare en 1699 renoncer à l'ensemble de ses droits en faveur de Léopold. La même année, le transfert des droits de suzeraineté sur la Transylvanie a été confirmé par le traité de Karlowitz.
L'opposition d'une partie de la population contre l'incorporation dans la monarchie de Habsbourg conduit à la guerre d'Indépendance de Rákóczi, une révolte de la noblesse hongroise initiée par François II Rákóczi de 1703 à 1711. Cette guerre, bien qu'elle fût perdue, fit de lui un héros national hongrois. Le titre de  prince de Transylvanie a été aboli à la suite de la victoire définitive des impériaux et remplacé par des gouverneurs nommés directement par Vienne. 
Entre 1734 et 1756, sous le règne de l'empereur Charles VI et de Marie-Thérèse d'Autriche, les Landler, réfugiés protestants originaires des territoires héréditaires des Habsbourg, ont été déportés en Transylvanie, le seul pays de la monarchie où leur foi est tolérée.

### La grande-principauté
En 1765, à la suite des protestations de la diète transylvaine, l'intitulé est transformé en « grande-principauté de Transylvanie » par décret de Marie-Thérèse et de son fils l'empereur Joseph II ; néanmoins, l'autonomie du pays diminue, et la diète n'est plus guère qu'une chambre d'enregistrement des décisions impériales. 
Vers la fin du XVIIIe siècle, la Renaissance culturelle roumaine se développa en Transylvanie, pendant que la population majoritaire, des petits paysans, vivaient dans des conditions précaires sous la domination des magnats hongrois. En 1784, la Révolution transylvaine sous la férule de Vasile Ursu Nicola (Horea) a été brutalement réprimée par les forces du gouverneur Samuel von Brukenthal. Néanmoins, les Habsbourg réalisent qu’il faut « lâcher du lest » et Joseph II, imprégné par l’esprit des Lumières, mène entre 1781 et 1787 des réformes audacieuses : abolition du servage et démantèlement des privilèges des ordres issus du Moyen Âge. Mais, refusées par la noblesse hongroise, ces réformes sont annulées en 1790.

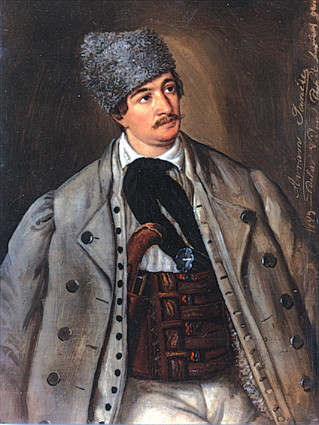
Avram Iancu (1849).

À partir de cette époque, la Transylvanie va de plus en plus devenir l’enjeu de luttes nationales et de revendications identitaires. En 1804, la monarchie de Habsbourg devient l'empire d'Autriche, et la Diète souhaite que la grande-principauté devienne un royaume de l'Empire parmi d'autres, mais le développement du nationalisme qui se manifeste lors du « Printemps des peuples » en 1848 a amené les insurgés de la révolution hongroise à réclamer le rattachement de la Transylvanie au royaume de Hongrie — en contradiction avec les représentants de la révolution roumaine menés par Avram Iancu qui demandaient l'autonomie et l'abolition du servage.
Après la répression des révolutions par les troupes autrichiennes et russes, la Transylvanie est restée sous le joug de l'armée pendant plusieurs années. Les Confins militaires transylvains, faisant partie des confins militaires à la frontière avec l'Empire ottoman, ont été réunifiés avec la grande-principauté en 1853. 
Les nationalistes hongrois demandaient également l'appartenance de la Transylvanie à la « Grande Hongrie ». Dans les années 1860, l'Autriche subit plusieurs graves défaites en Italie puis à Sadowa en 1866, et l'empereur François-Joseph Ier doit relâcher la pression sur les nationalités. Mais, pour ne pas contrarier les magnats de Hongrie, il choisit de ne faire reposer l'équilibre de l'Empire que sur un pacte avec les seuls Hongrois : c'est le compromis de 1867 qui fonde la « double-monarchie » d'Autriche-Hongrie. Pour sa part, la Transylvanie est intégrée dans le royaume de Hongrie ; au grand dam des Roumains, mais également des Sicules et des Saxons de Transylvanie ayant perdu leur statut d'autonomie. 

### Pays de la Couronne de saint Étienne
La principauté disparaît, intégrée dans la composante hongroise de l'Empire ; son territoire est ensuite divisé en 16 nouveaux comitats. Le dernier gouverneur, Louis Folliot de Crenneville, est un fils d'émigré français. 

## Administration

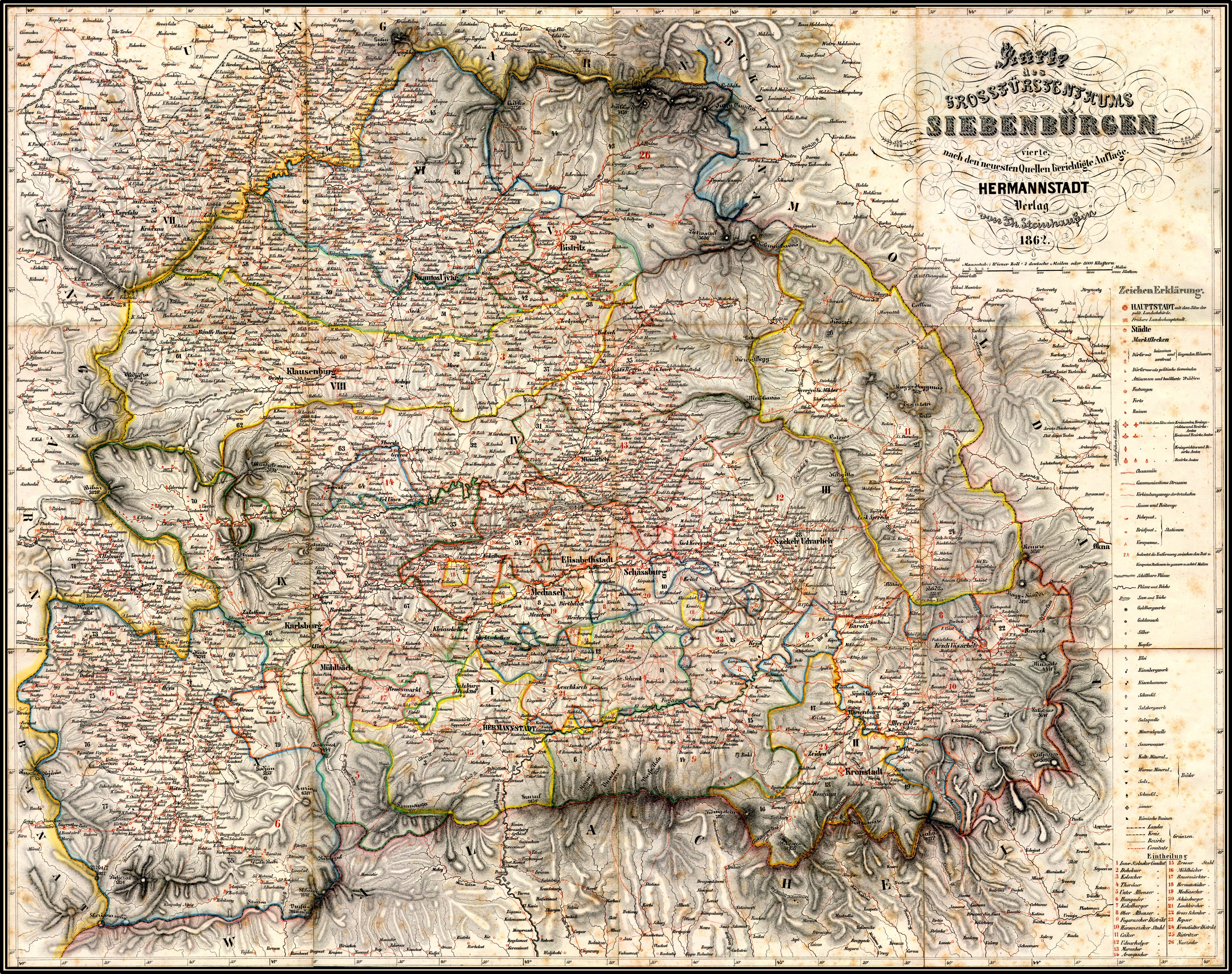
Carte de la grande-principauté de Transylvanie, 1862.

Les capitales de la Transylvanie sont tour à tour Gyulafehérvár/Karlsburg/Alba Iulia, Nagyszeben/Hermannstadt/Sibiu puis Kolozsvar/Klausenburg/Cluj. En 1784, la grande-principauté, jusque-là divisée en neuf comitats et de nombreux sièges sicules et saxons, est organisée en dix Bezirke (Broos, Dees, Hermannstadt, Karlsburg, Klausenburg, Kronstadt, Neumarkt, Nösnerland, Schomenland, Szeklersland) par l'empereur Joseph II d'Autriche.
En vertu de la Patente de février adoptée le 26 février 1861, la grande-principauté de Transylvanie était une monarchie constitutionnelle, avec une diète provinciale (Landtag).

## Grands-princes de Transylvanie
Les empereurs de la monarchie de Habsbourg, en tant que rois apostoliques de Hongrie, ont régné sur la grande-principauté en union personnelle. Un gouverneur de Transylvanie est désigné pour représenter le souverain.
- 1765-1790 : Joseph Ier, fils de l'impériatrice Marie-Thérèse.
- 1790-1792 : Léopold II, frère du précédent.
- 1792-1835 : François III, fils du précédent.
- 1835-1848 : Ferdinand Ier, fils du précédent.
- 1848-1867 : François-Joseph Ier, neveu du précédent et dernier monarque de Transylvanie.